# Улица Камиля Якуба (Казань)
Улица Камиля Якуба (тат. Камил Якуп урамы, Kamil Yaqup uramı) — улица в историческом районе Ново-Татарская слобода Вахитовского района Казани. Названа в честь революционера Камиля Якуба (1894-1919).

## География
Проходит вдоль участка Казань-Пассажирская — Вахитово Казанского региона Горьковской железной дороги.
Пересекается со следующими улицами:
- улица Татарстан
- улица Девятаева
- улица Мазита Гафури
- улица Зайцева
- улица Дулата Али

## История
До революции 1917 года носила название Симбирская и относилась к 5-й полицейской части г. Казани. В 1914 году постановлением Казанской городской думы улица была переименована в Нижегородскую улицу, но реально это название не использовалось.  23 сентября 1924 года переименована в улицу Камиля Якуба.
На 1939 год на улице имелось около 80 домовладений: №№ 1–47/8 по нечётной стороне и №№ 2–96/10 по чётной.
В первые годы советской власти административно относилась к 5-й части города; после введения в городе административных районов относилась к Сталинскому (с 1956 года Приволжскому, 1935–1973), Бауманскому (1973–1994) и Вахитовскому (с 1994 года) районам.

## Объекты на улице
- № 1 — жилой дом ГЖД (снесён).[20]